# Цзянмынь
Цзянмэ́нь (кит. упр. 江门, пиньинь Jiāngmén) — городской округ в провинции Гуандун КНР, порт в дельте реки Сицзян.

## История
Исторически район, примыкающий к правому берегу реки Сицзян, входил в состав уезда Синьхуэй (新会县). Во времена империи Мин в 1466 году из уезда Янцзян был выделен уезд Эньпин (恩平县), а в 1499 году из уезда Синьхуэй был выделен уезд Синьнин (新宁县). Во времена империи Цин в 1649 году на стыке уездов Эньпин и Синьнин был создан уезд Кайпин (开平县), из уезда Синьхуэй в 1732 году был выделен уезд Хэшань (鹤山县), а в 1867 году из уезда Синьнин был выделен Чисиский комиссариат (赤溪厅), подчинённый напрямую властям провинции Гуандун. 
В 1902 году Великобритания вынудила Цинскую империю открыть в уезде Синьхуэй «договорной порт», и в 1904 году была учреждена морская таможня.
После Синьхайской революции в Китае была проведена реформа структуры административного деления, в ходе которой комиссариаты были упразднены, поэтому в 1912 году Чисиский комиссариат был преобразован в уезд Чиси (赤溪县). В 1914 году уезд Синьнин был переименован в Тайшань (台山县).
6 августа 1925 года власти провинции Гуандун приняли решение о создании в этих местах отдельного города, и 26 ноября 1926 года был создан город Цзянмэнь, подчинённый напрямую властям провинции, однако уже в феврале 1932 года город был упразднён, а его территория была возвращена в состав уезда Синьхуэй.
Войска коммунистов заняли эти места лишь на завершающем этапе гражданской войны, 23 октября 1949 года. В ноябре 1949 года на стыке уездов Кайпин и Тайшань был создан посёлок уездного уровня Саньбучжэнь (三埠镇). После вхождения этих мест в состав КНР был образован Специальный район Юэчжун (粤中专区), состоящий из 9 уездов и посёлка Саньбучжэнь. 12 января 1951 года город Цзянмэнь был вновь выделен из уезда Синьхуэй и подчинён властям специального района.
В 1952 году административное деление провинции Гуандун было изменено: были расформированы специальные районы, а вместо них были созданы более крупные административные районы. Посёлок Саньбучжэнь и уезды Чиси, Кайпин, Эньпин и Тайшань вошли в состав Административного района Юэси (粤西行政区), а уезды Синьхуэй и Хэшань — в состав Административного района Юэчжун (粤中行政区); город Цзянмэнь стал местом размещения властей Административного района Юэчжун. В 1953 году уезд Чиси был присоединён к уезду Тайшань, а посёлок уездного уровня Саньбучжэнь был включён в состав уезда Кайпин. 18 августа 1955 года власти Административного района Юэчжун переехали из Цзянмэня в Фошань.
В конце 1955 года было принято решение об упразднении административных районов, и эти места вошли в состав состоящего из 13 уездов нового Специального района Фошань (佛山专区); Цзянмэнь поначалу оставался в подчинении властям провинции, но 11 апреля 1958 года был понижен в статусе и также подчинён властям Специального района Фошань. В ноябре 1958 года Специальный район Фошань был переименован в Специальный район Гуанчжоу (广州专区), но уже в январе 1959 года ему было возвращено прежнее название.
В декабре 1959 года город Цзянмэнь и 6 уездов были выделены из Специального района Фошань и объединены со Специальным районом Гаояо (高要专区) в новый Специальный район Цзянмэнь (江门专区), при этом уезд Эньпин был присоединён к уезду Кайпин, а уезды Гаомин и Хэшань объединены в уезд Гаохэ (高鹤县); власти специального района поначалу располагались в уезде Гаояо, а в 1960 году переехали в Цзянмэнь. 2 апреля 1961 года Специальный район Цзянмэнь был переименован в Специальный район Чжаоцин (肇庆专区), после чего уезд Эньпин был снова выделен из уезда Кайпин.
В июне 1963 года город Цзянмэнь и уезды Гаохэ, Синьхуэй, Тайшань, Кайпин и Эньпин были возвращены в состав Специального района Фошань. В 1965 году на стыке уездов Синьхуэй и Чжуншань был создан уезд Доумэнь. В начале 1966 года город Цзянмэнь был вновь поднят в статусе и опять стал городом провинциального подчинения.
В 1970 году город Цзянмэнь опять был понижен в статусе, а Специальный район Фошань был переименован в Округ Фошань (佛山地区).
В 1975 году Цзянмэнь опять стал городом провинциального подчинения.
В 1981 году уезд Гаохэ был разделён на уезды Гаомин и Хэшань.
1 июня 1983 года округ Фошань был расформирован; город Цзянмэнь и уезды Синьхуэй, Тайшань, Кайпин, Эньпин, Хэшань, Янчунь и Янцзян образовали городской округ Цзянмэнь.
В июле 1984 года Городской район (城区) и Пригородный район (郊区) бывшего города Цзянмэнь были уравнены в статусе с уездами.
Постановлением Госсовета КНР от 7 января 1988 года уезды Янчунь и Янцзян были выделены из городского округа Цзянмэнь в отдельный городской округ Янцзян.
30 апреля 1992 года уезд Тайшань был преобразован в городской уезд.
10 октября 1992 года уезд Синьхуэй был преобразован в городской уезд.
6 сентября 1993 года уезд Кайпин был преобразован в городской уезд.
13 ноября 1993 года уезд Хэшань был преобразован в городской уезд.
4 марта 1994 года уезд Эньпин был преобразован в городской уезд.
10 августа 1994 года Городской район был переименован в район Цзянхай, а Пригородный район — в район Пэнцзян.
22 июня 2002 года городской уезд Синьхуэй был преобразован в район городского подчинения.

## Административно-территориальное деление
Городской округ Цзянмэнь делится на 3 района, 4 городских уезда:
| Карта                                                 | Карта    | Карта     | Карта        | Карта            | Карта         |
| ----------------------------------------------------- | -------- | --------- | ------------ | ---------------- | ------------- |
| Пэнцзян Цзянхай Синьхуэй Тайшань Кайпин Хэшань Эньпин |          |           |              |                  |               |
| Статус                                                | Название | Иероглифы | Пиньинь      | Население (2020) | Площадь (км²) |
| Район                                                 | Пэнцзян  | 蓬江区    | Péngjiāng qū |                  |               |
| Район                                                 | Цзянхай  | 江海区    | Jiānghǎi qū  |                  |               |
| Район                                                 | Синьхуэй | 新会区    | Xīnhuì qū    |                  |               |
| Городской уезд                                        | Тайшань  | 台山市    | Táishān shì  |                  |               |
| Городской уезд                                        | Кайпин   | 开平市    | Kāipíng shì  |                  |               |
| Городской уезд                                        | Хэшань   | 鹤山市    | Hèshān shì   |                  |               |
| Городской уезд                                        | Эньпин   | 恩平市    | Ēnpíng shì   |                  |               |

## Экономика
Цзянмынь входит в состав самого развитого экономического региона Китая — Дельта Жемчужной реки, известного также как регион «Большого залива» (главными экономическими центрами данного региона являются Шэньчжэнь, Гуанчжоу и Фошань, входящие в состав Клуба городов-триллионников, а также специальные районы Гонконг и Макао).

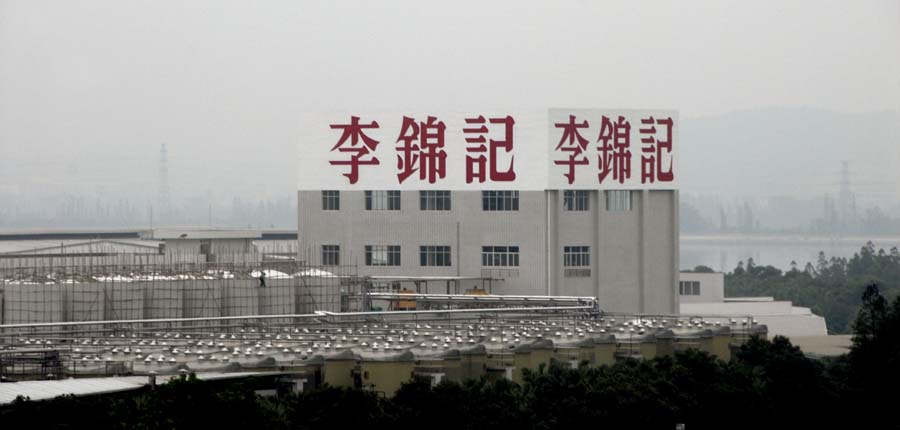
Фабрика соусов Lee Kum Kee

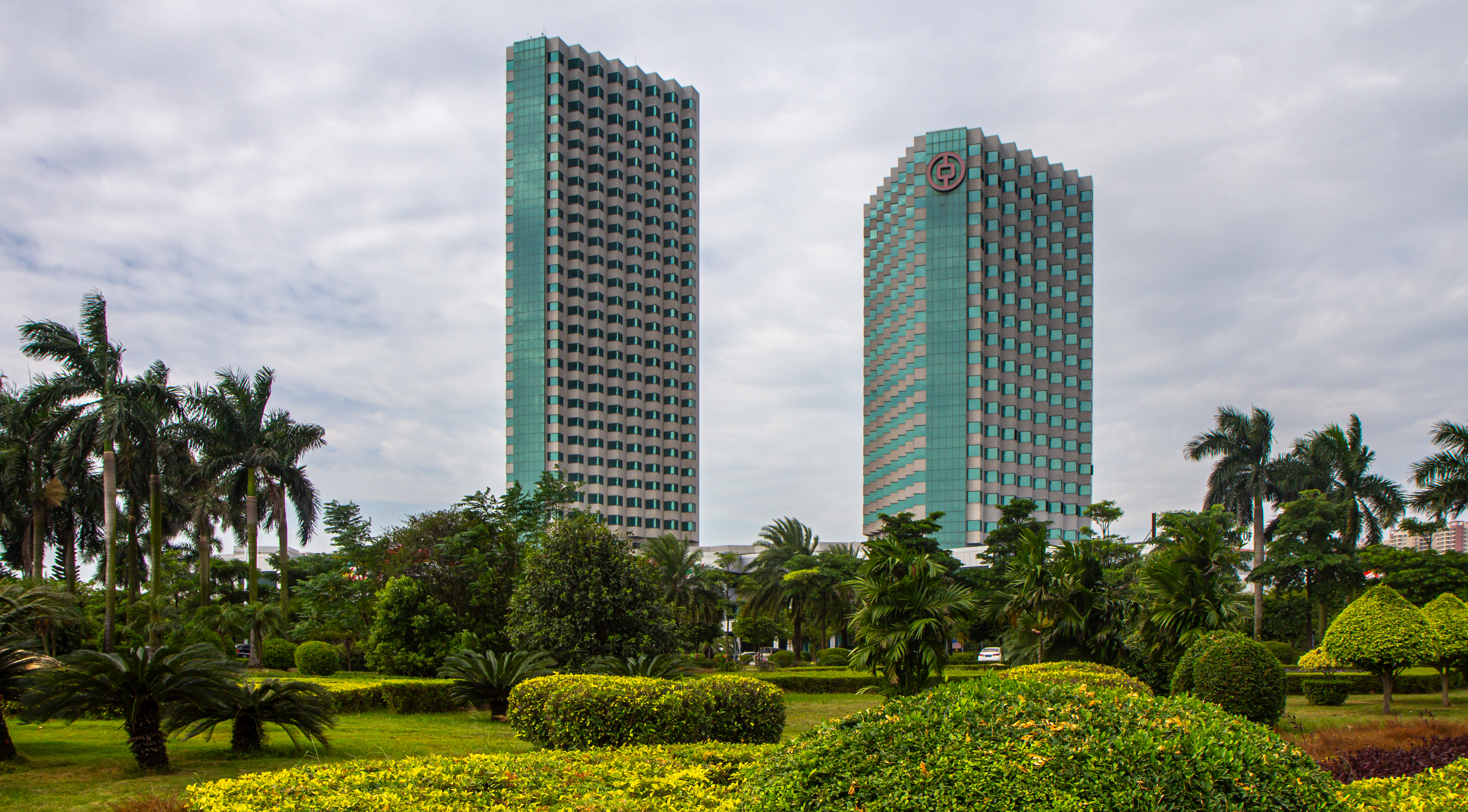
Pantower Hotel

В 2018 году ВВП Цзянмыня составил 290 млрд юаней, а розничные продажи — 140,7 млрд юаней. В Цзянмыне производят магнитные компоненты (Lingyi iTech), промышленное оборудование (Emerson Electric, ABB, Mitsubishi Heavy Industries), бытовую электронику, включая кондиционеры (Hisense, Panasonic), электротехнику (Neo-Neon Holdings), автомобильные комплектующие (Hyundai Motor, iDear-Hanyu Group, BASF), мотоциклы (Dachangjiang Group, Tayo Motorcycle и Baotian Motorcycle), текстиль, химикаты (Umicore), химические волокна, готовую одежду, бумажные изделия (Vinda International, Asia Pacific Resources International Holdings), пищевые продукты (Mondelēz International, Lee Kum Kee), строительные материалы, нефтехимические (BP) и стальные изделия.
Ключевое значение в энергетике Цзянмыня имеют АЭС Тайшань, угольная ТЭС «Тайшань» и газовая ТЭС «Синьхуэй». Уезд Хэшань является одним из крупнейших центров мебельной промышленности Китая. В розничной торговле Цзянмыня присутствуют сети Tesco и Metro.

### Туризм
Среди главных туристических достопримечательностей Цзянмыня выделяются укреплённые многоэтажные башни (diaolou), сосредоточенные преимущественно в Кайпине, термальные источники и построенные вокруг них бальнеологические курорты (например, Gudou Hot Spring в районе Синьхуэй), а также гора Гуйфэн в районе Синьхуэй.

## Транспорт

Мост Хуанмаохай

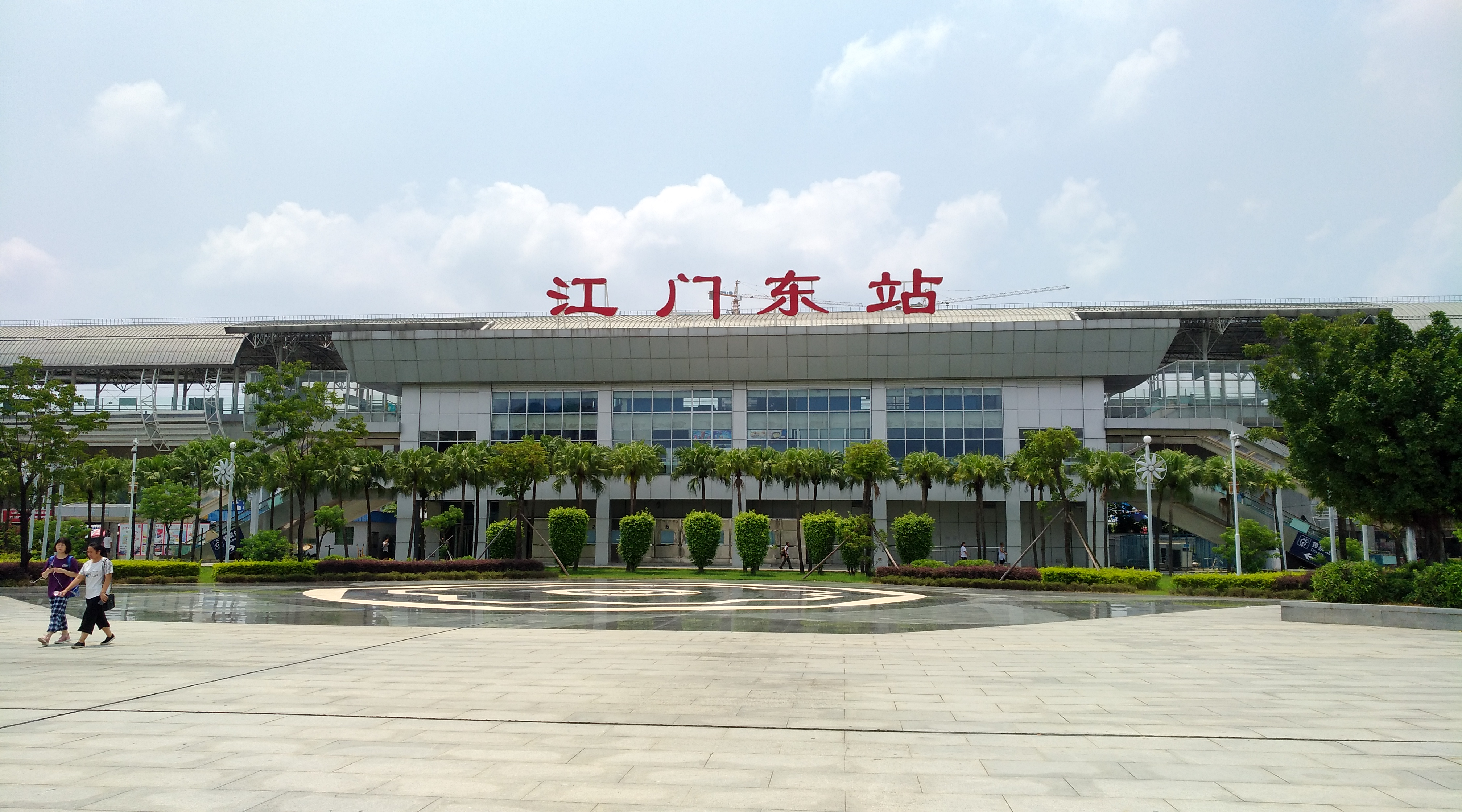
Восточный вокзал Цзянмыня в Цзянхае

### Железнодорожный
Важное значение для перевозки пассажиров имеют скоростные железнодорожные линии Гуанчжоу — Чжухай (станции в Цзянхае и Синьхуэе) и Шэньчжэнь — Чжаньцзян (станции в Цзянхае, Тайшане, Кайпине и Эньпине). Строится высокоскоростная железная дорога Шэньчжэнь — Цзянмэнь. В ноябре 2020 года в Цзянмыне открылся новый железнодорожный вокзал.

### Автомобильный
Через городской округ проходят важные скоростные автомагистрали Шэньян — Хайкоу, Гуанчжоу — Цзянмынь и Гуанчжоу — Наньнин. По состоянию на 2016 год в Цзянмыне имелось 18 автобусных станций, 23 компании осуществляли автобусное сообщение с крупнейшими городами Гуандуна и соседних провинций. Внутригородские автобусные перевозки осуществляют компании Jiangmen Automobile Transportation Group и Jiangmen Bus Co. Кроме того, имеется несколько частных таксомоторных компаний.
В 2024 году был построен автомобильный мост через залив Хуанмао, соединивший Цзянмынь (портовый район Гаолань) с округом Чжухай.

### Водный
Компания Chu Kong Passenger Transport обслуживает скоростные паромные маршруты между Цзянмынем и Гонконгом (паромные морские и речные терминалы расположены в Тайшане, Синьхуэе, Хэшане и Кайпине). Путь из Цзянмыня в Гонконг паромы преодолевают за 2,5 часа.

## Образование

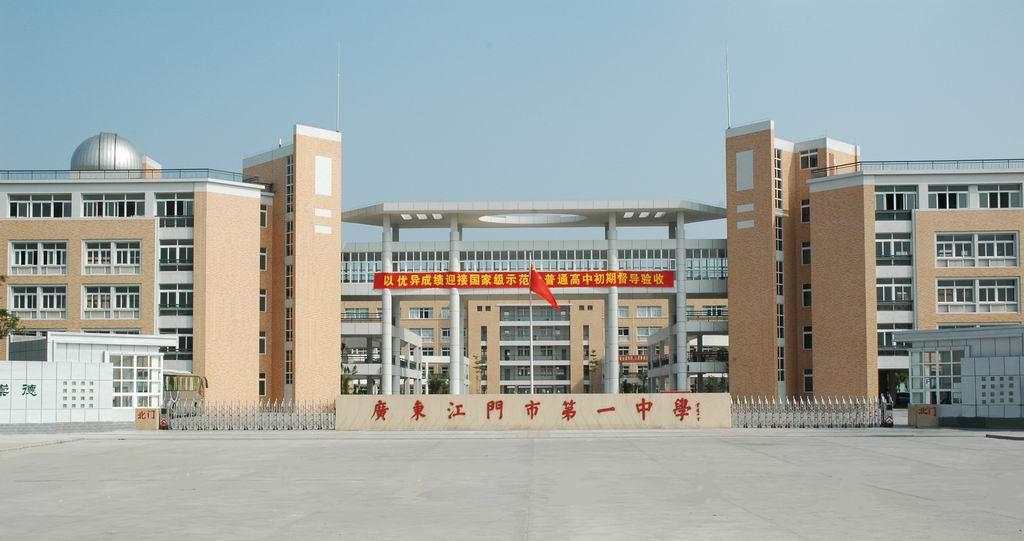
Цзянмыньская средняя школа №1

В Цзянмыне расположены престижная частная китайско-канадская школа Борен (Boren Sino-Canadian School), основанная в 1999 году, двуязычные школы WuYi Country Garden Bilingual School и China-Hong Kong English School, Цзянмыньская средняя школа № 1 (Цзянхай), Синьхуэйская средняя школа № 1, Хэшаньская средняя школа № 1, Кайпинская средняя школа и Цзянмыньский политехнический колледж.

## Культура
Свои культурные особенности имеют тайшаньцы (Sze Yup Cantonese), сосредоточенные в районах Тайшань, Синьхуэй, Кайпин и Эньпин, а также местные хакка. Кроме того, Цзянмынь является исторической родиной для 4 млн хуацяо, осевших в Юго-Восточной Азии, Северной Америке, Западной Европе и Австралии. Многие хуацяо поддерживают тесные культурные связи с метрополией.
Цзянмыньские (в том числе тайшаньские) корни имели китайская актриса Чэнь Юньшан, бывший сенатор США от Гавайев Хирам Фонг, бывший губернатор Вашингтона и министр торговли США Гэри Фэй Лок, бывший мэр Сан-Франциско Эдвин Ма Ли, американская актриса Анна Мэй Вонг, американский актёр Джеймс Хонг, бывшая генерал-губернатор Канады Адриенна Кларксон, бывший премьер-министр Папуа — Новой Гвинеи Джулиус Чэнь, выдающийся малайский врач У Ляньдэ.

### Известные уроженцы
На территории современного Цзянмыня родились американский оператор и режиссёр Джеймс Вонг Хоу (1899—1976), американский художник Тайрус Вонг (1910—2016).

## Галерея

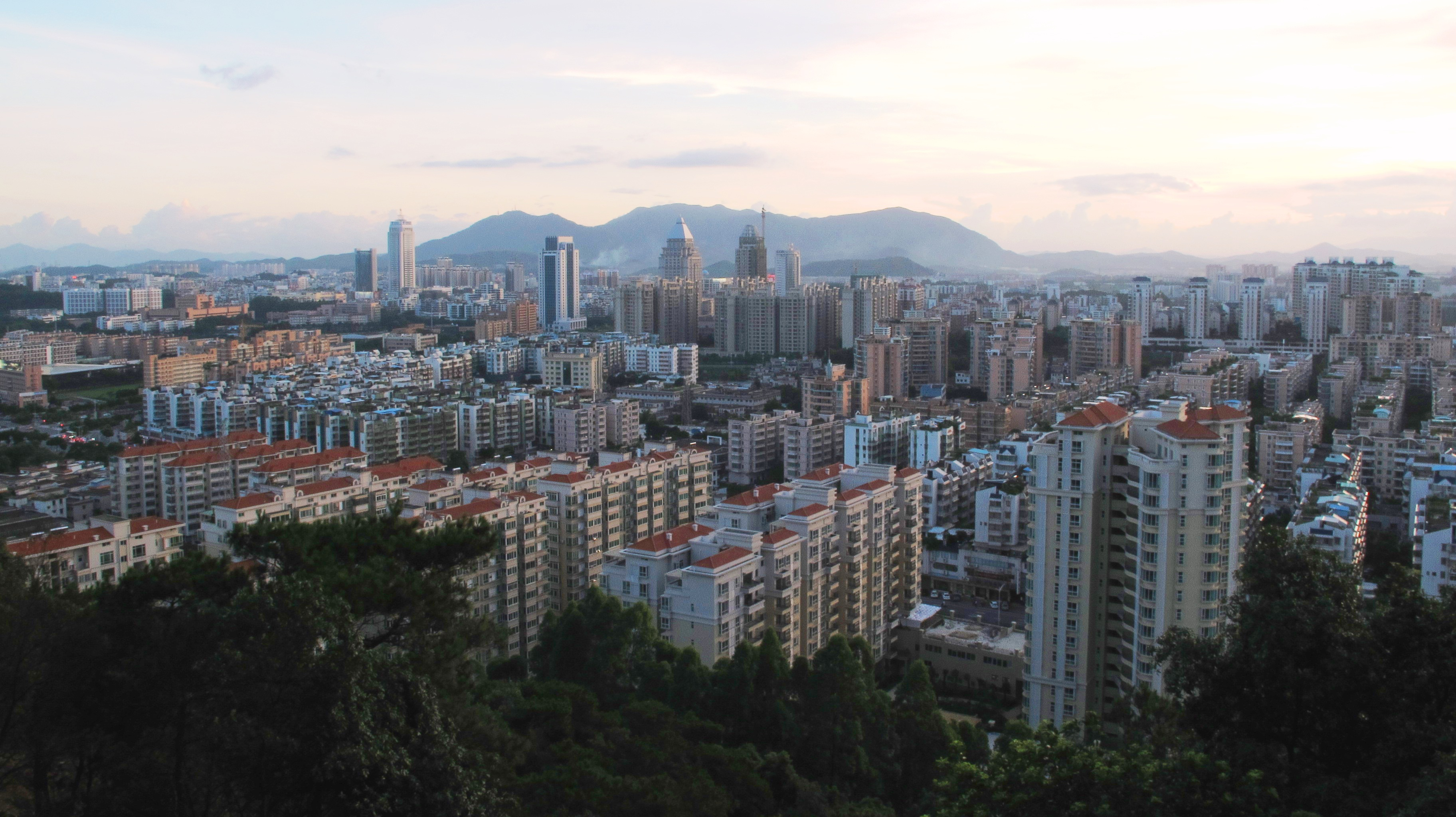
Вид на Пэнцзян
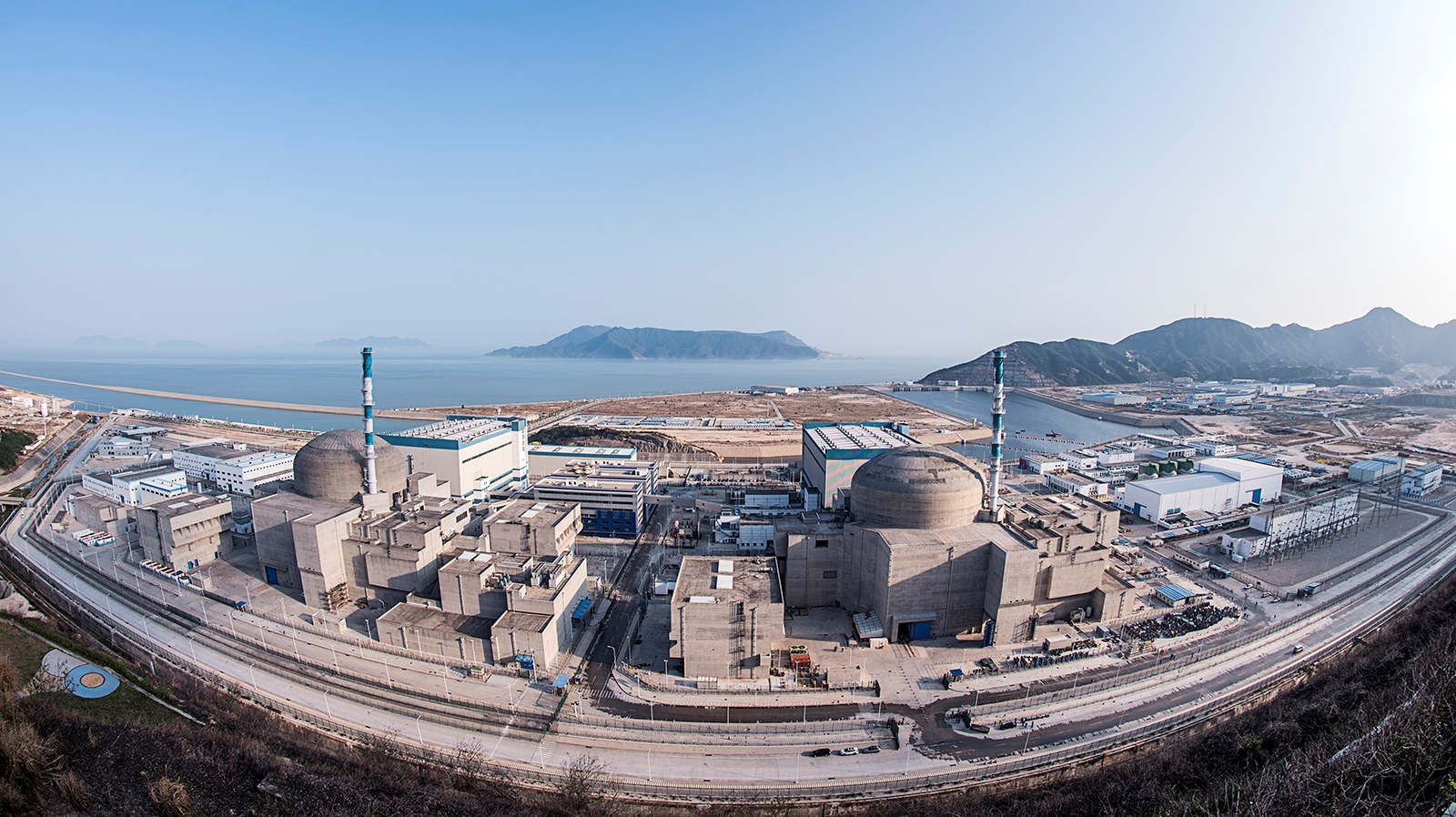
АЭС Тайшань
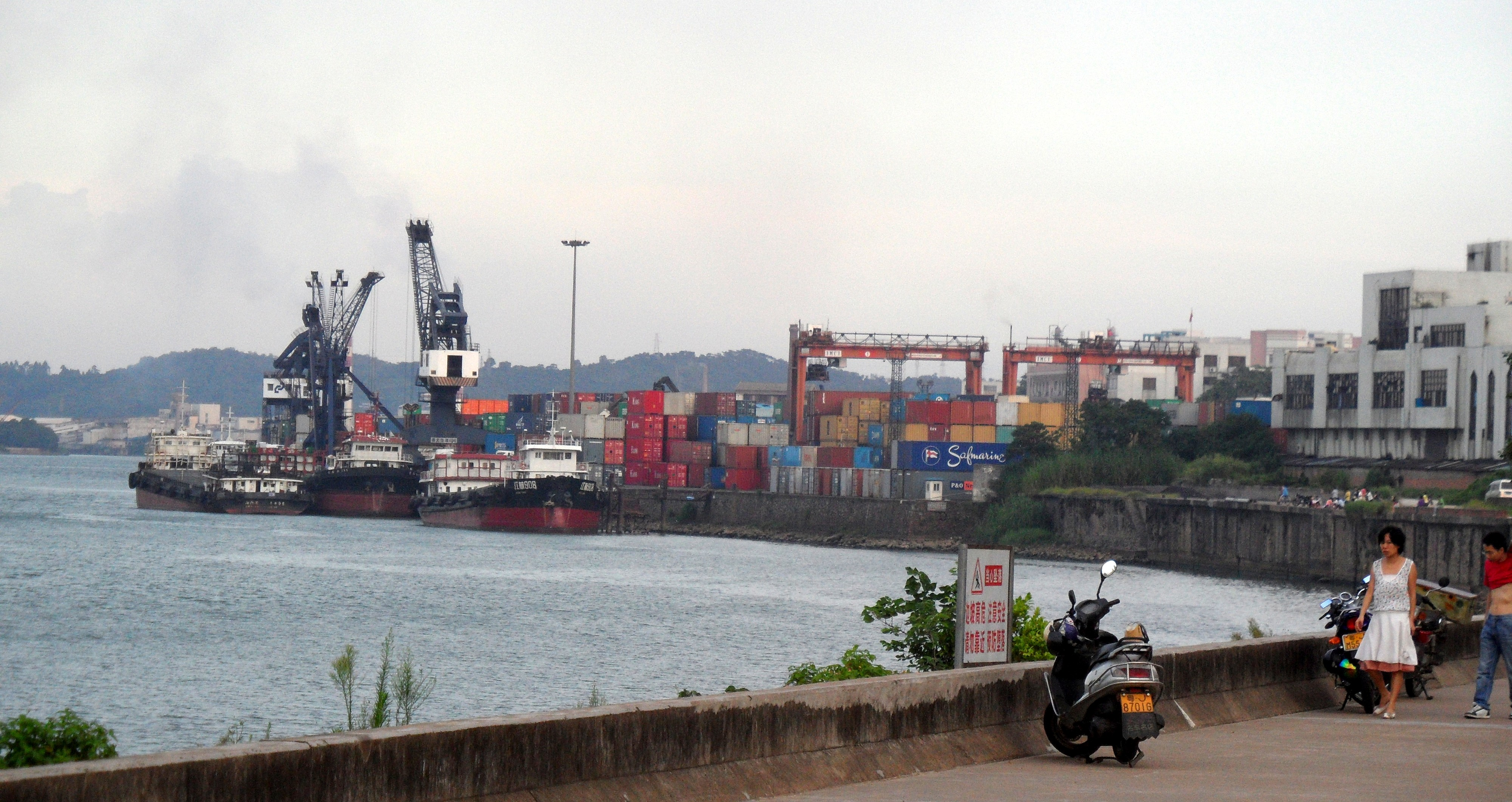
Речной порт
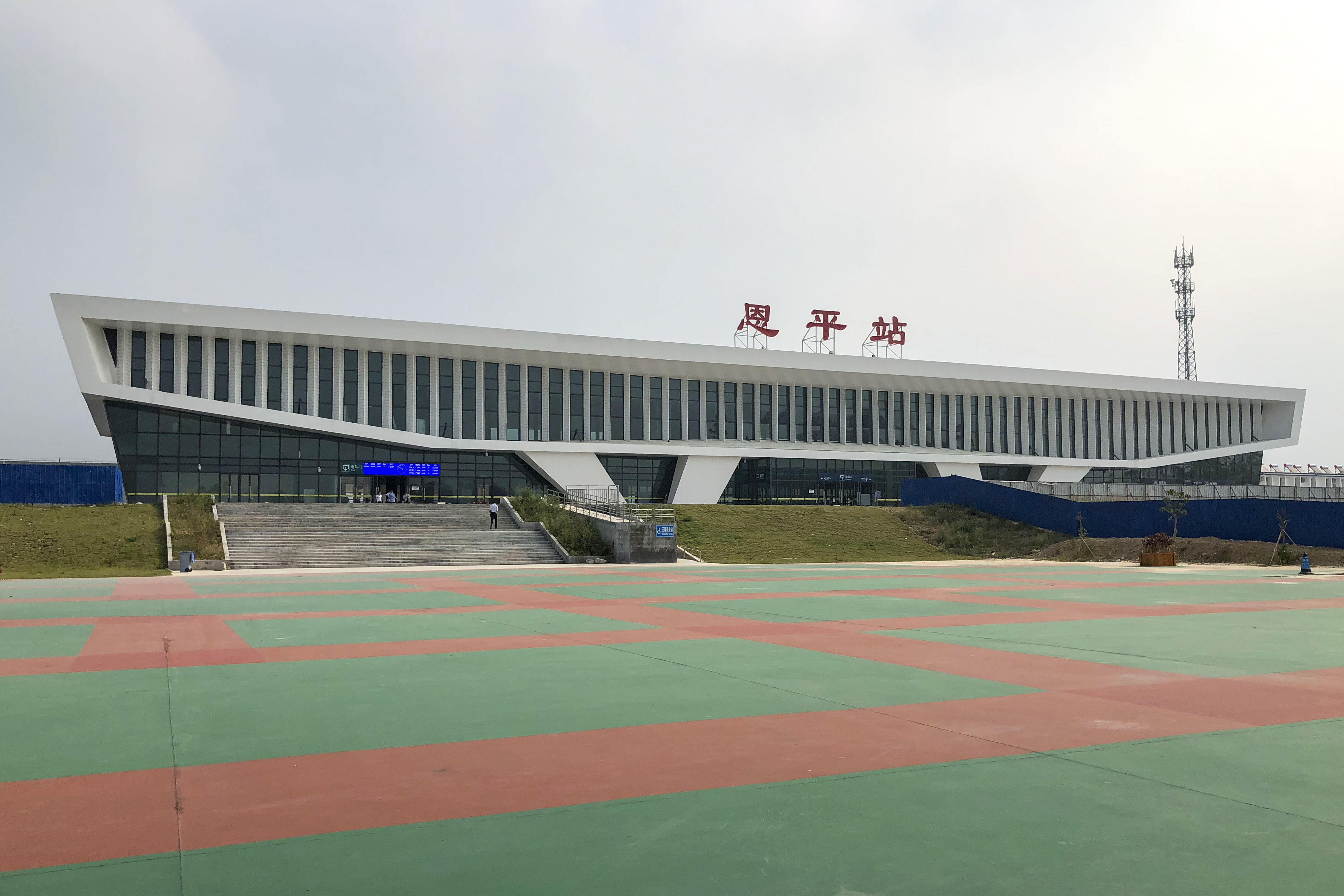
Вокзал Эньпин
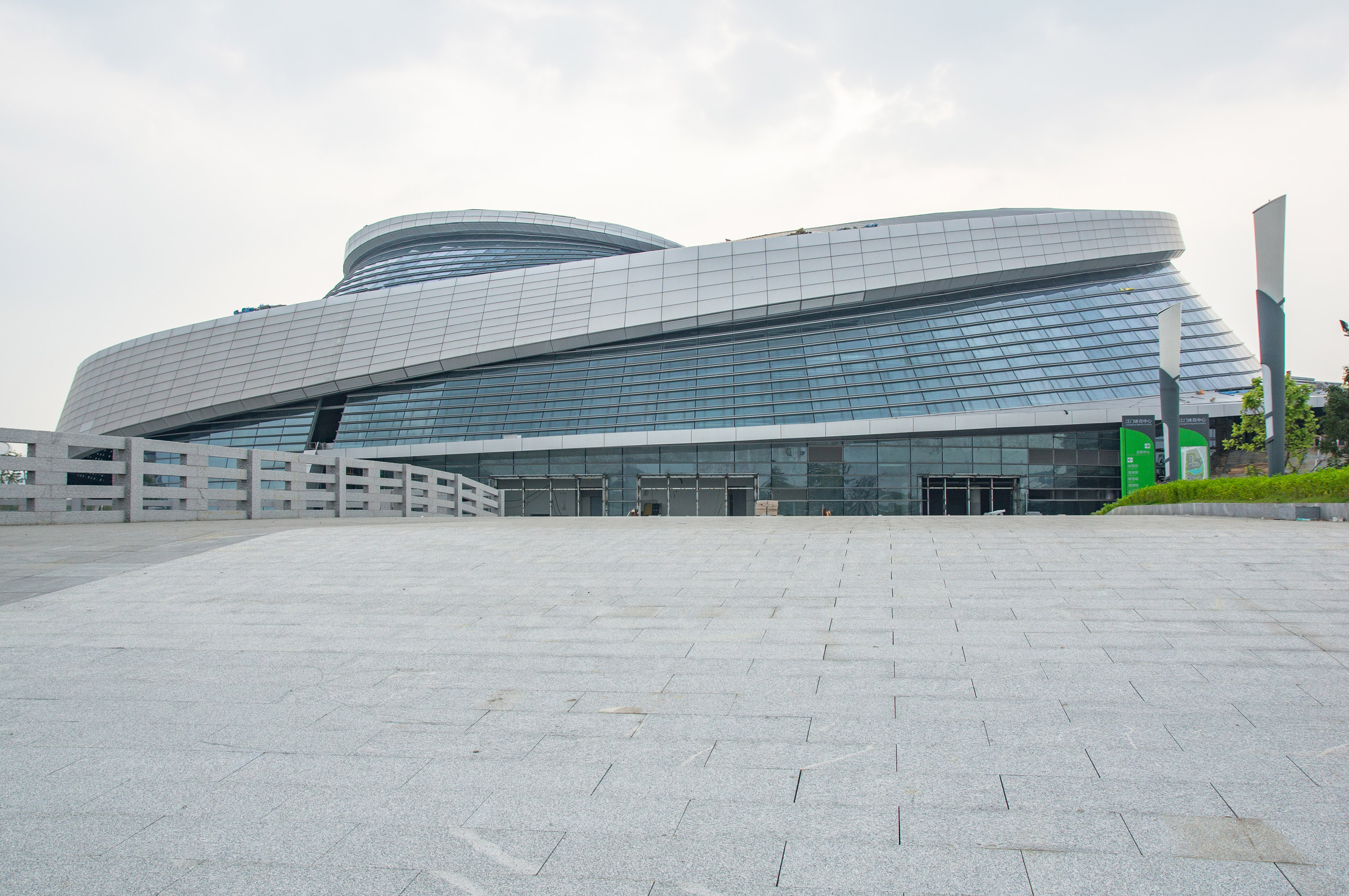
Спортивный центр
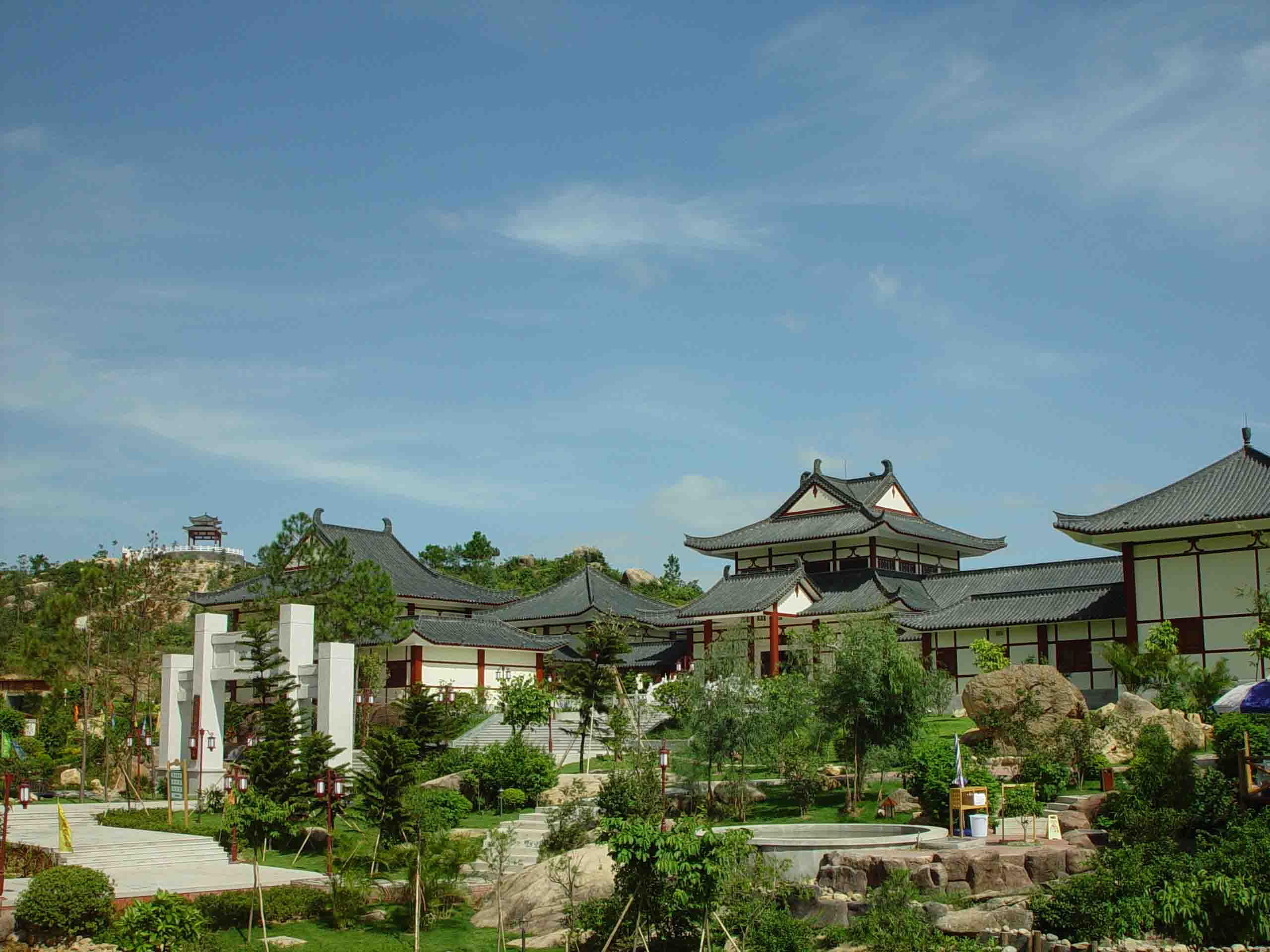
Термальный курорт Гудоу
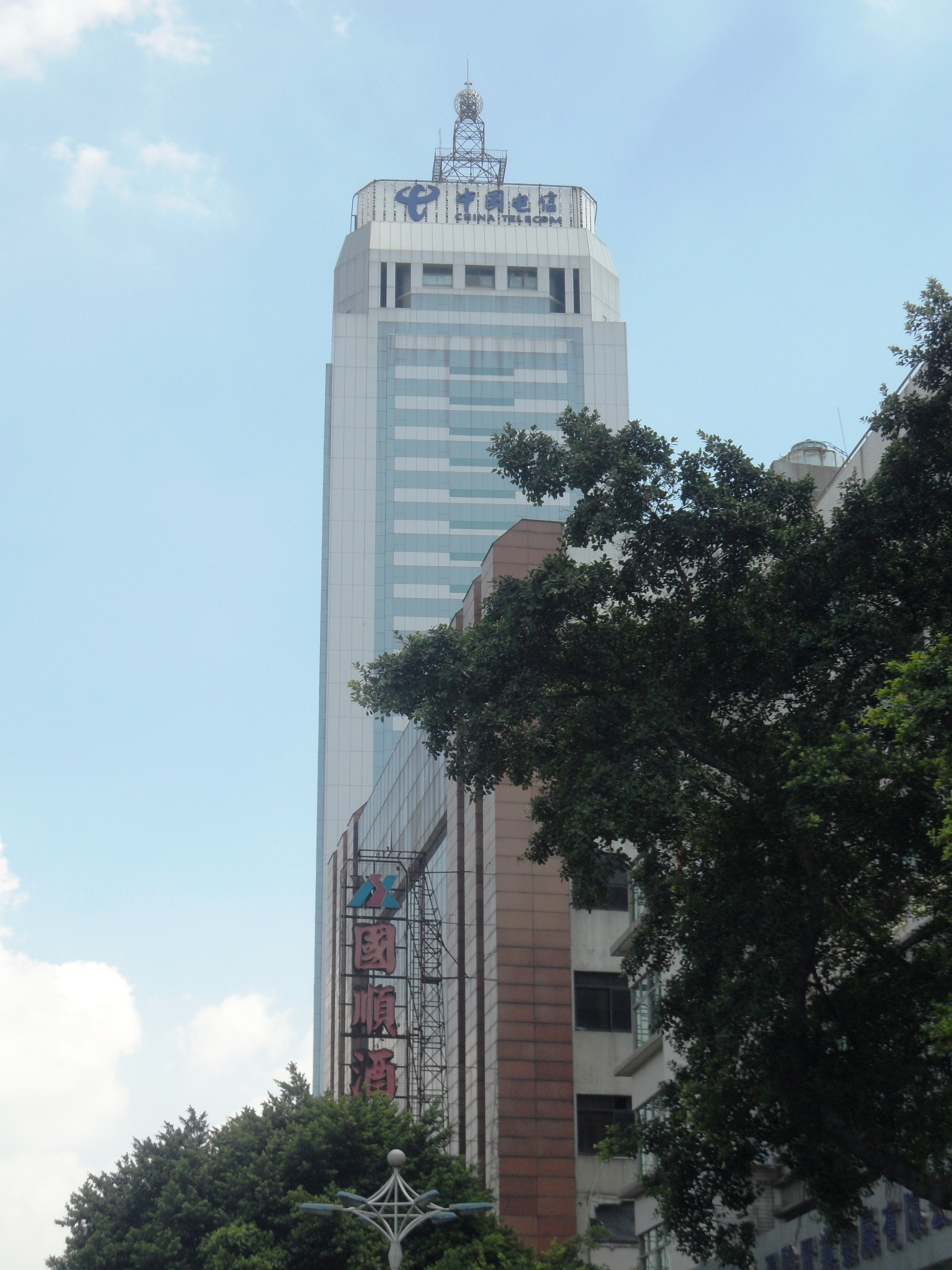
Офис China Telecom
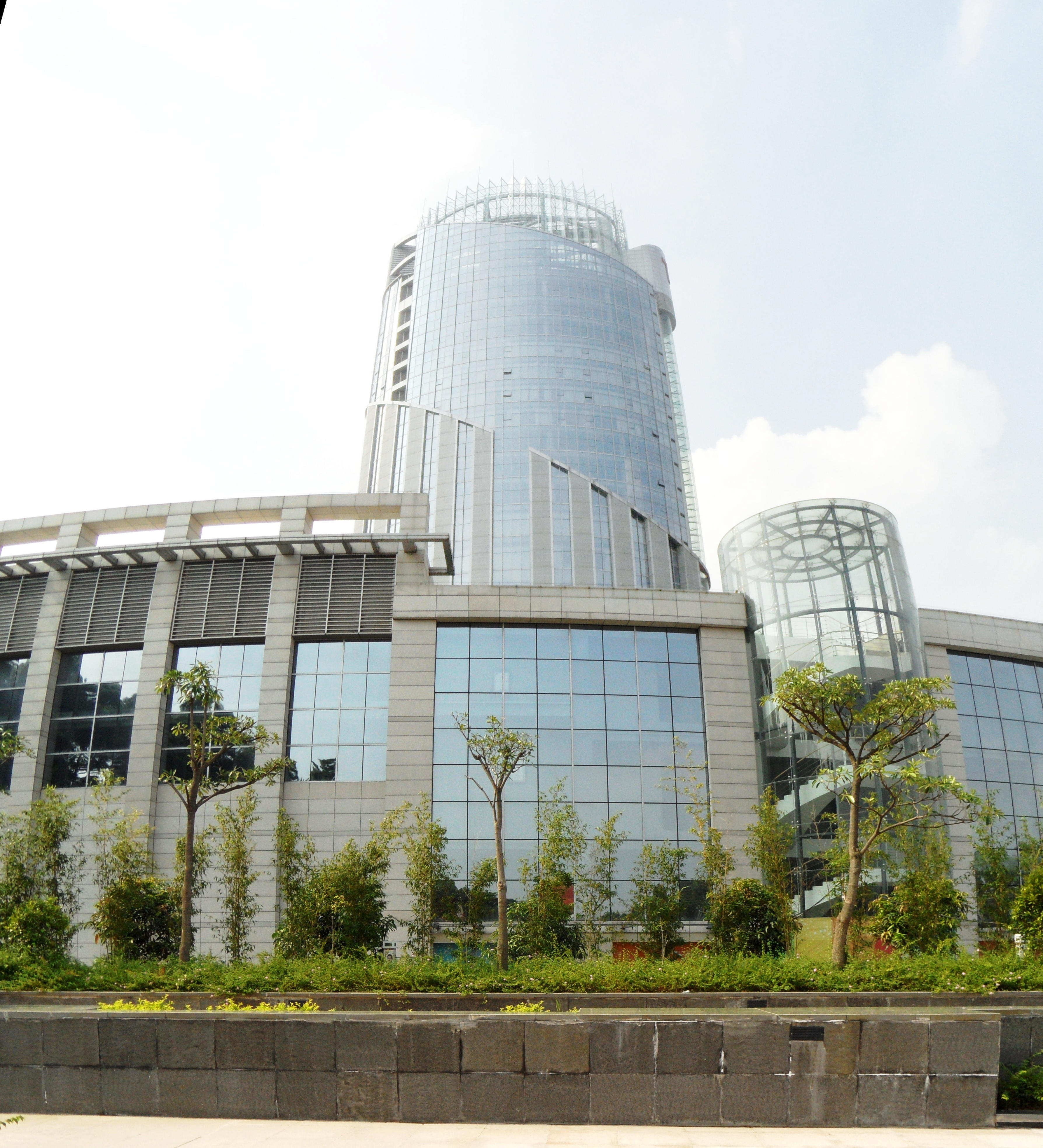
Офисный центр
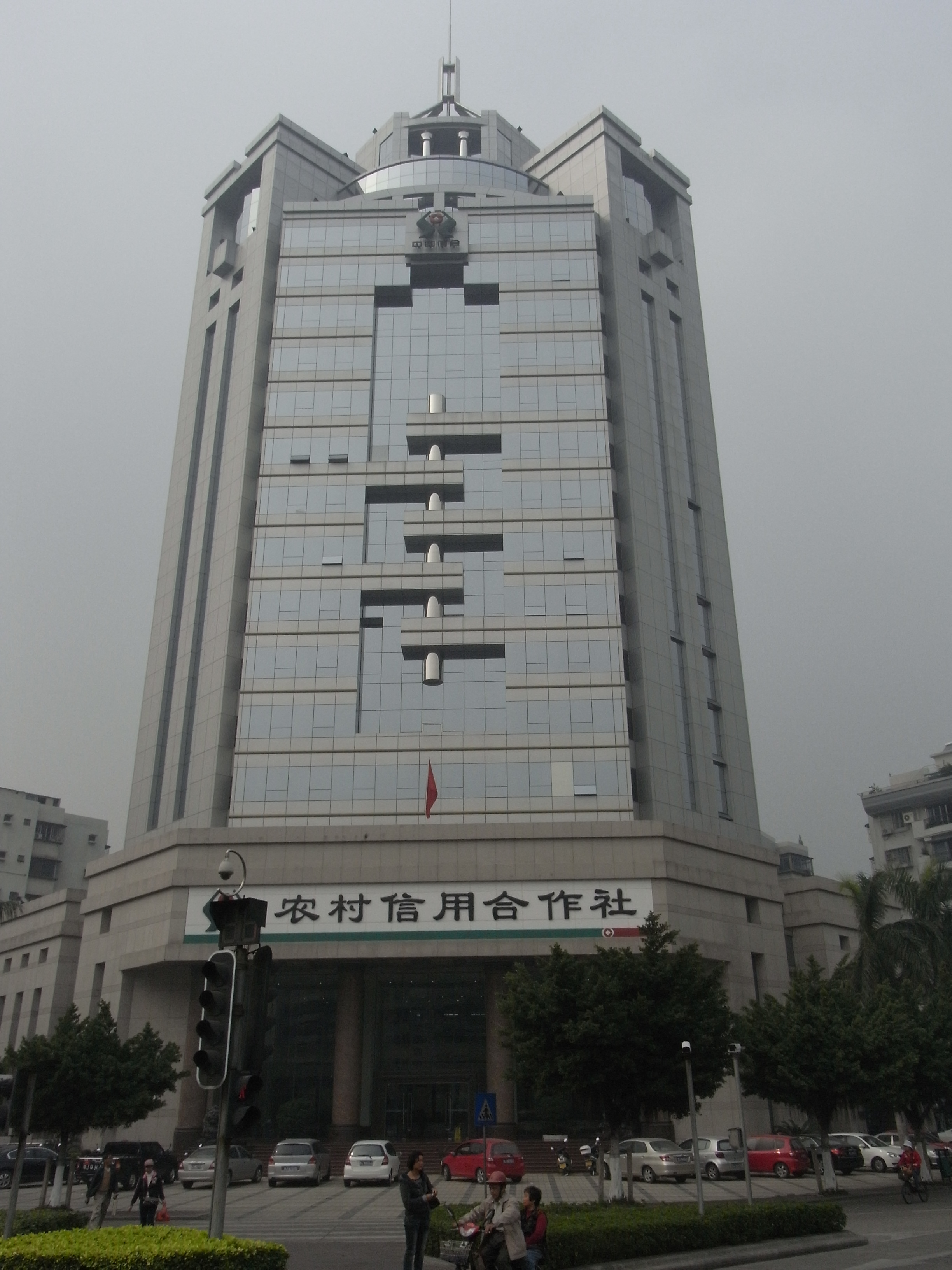
Офисный центр
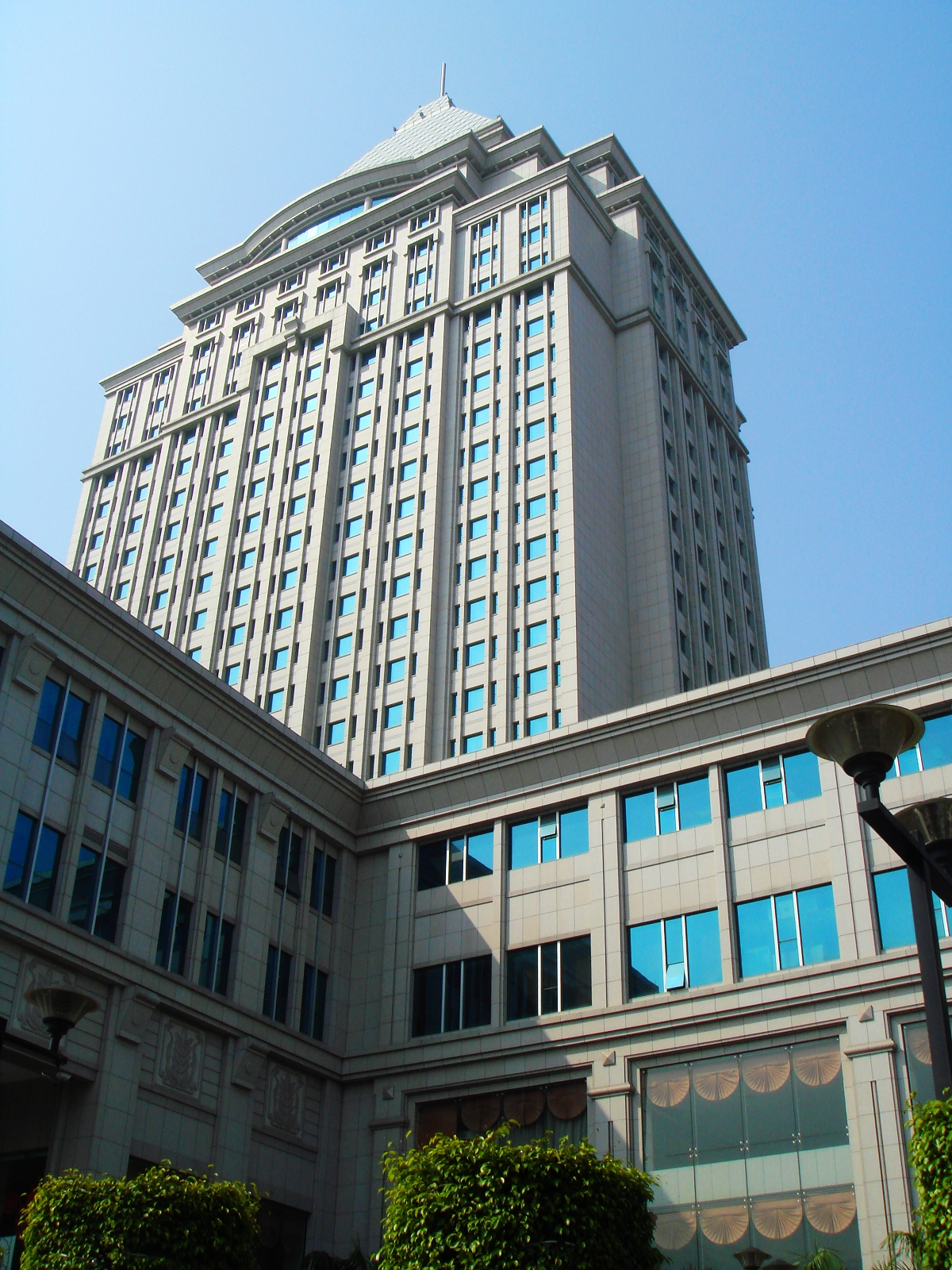
Отель